# Bucknellova univerzita
Bucknellova univerzita (anglicky Bucknell University) je soukromá liberální umělecká kolej, která se nachází u West Branch Susquehanna River v Lewisburgu ve středu Pensylvánie v USA. Univerzita obsahuje studijní koleje; Colledge of Arts and Sciences (Umělecká a přírodovědní kolej), Škola managementu a College of Engineering (Inženýrská kolej).
Na této škole vystudovalo 50 starostů a 60 veřejnosti známých osob. 

## Tradice a symboly
17. dubna 1849 poručníci schválili oficiální znak univerzity. Pečeť zobrazuje slunce, otevřenou knihu a mořské vlny. Slunce symbolizuje světlo poznání, zatímco kniha znamená vzdělání a vlny jsou "vlny života". Barvy univerzity jsou oranžová a modrá; tyto barvy schválil výbor studentů v roce 1887. Aktuálním maskotem univerzity je bizon. V roce 1923 Dr. William Bartol navrhl toto zvíře právě proto, že univerzita je v blízkosti Buffalo Valley.

### Univerzitní popěvek
’Ray Bucknell, ’Ray Bucknell,
’Ray for the Orange and the Blue,
’Ray, ’Ray, ’Ray, ’Ray,
’Ray for the Orange and the Blue.

## Známí studenti a absolventi
- Edward Herrmann
- Nyambi Nyambi
- Philip Roth
- Ralph Waite
- Lawrence Wilkerson